# الحدود الفرنسية الإسبانية
الحدود الفرنسية الإسبانية (بالفرنسية: Frontière entre l'Espagne et la France)‏؛ (بالإسبانية: Frontera entre España y Francia)‏ تم ترسيمها في عام 1659. تفصل الحدود بين البلدين من أونداي وإرون في الغرب، وتمر عبر جبال البرانس إلى سيربير وبورتبو على البحر الأبيض المتوسط.

## سمات

### الحد الرئيسي

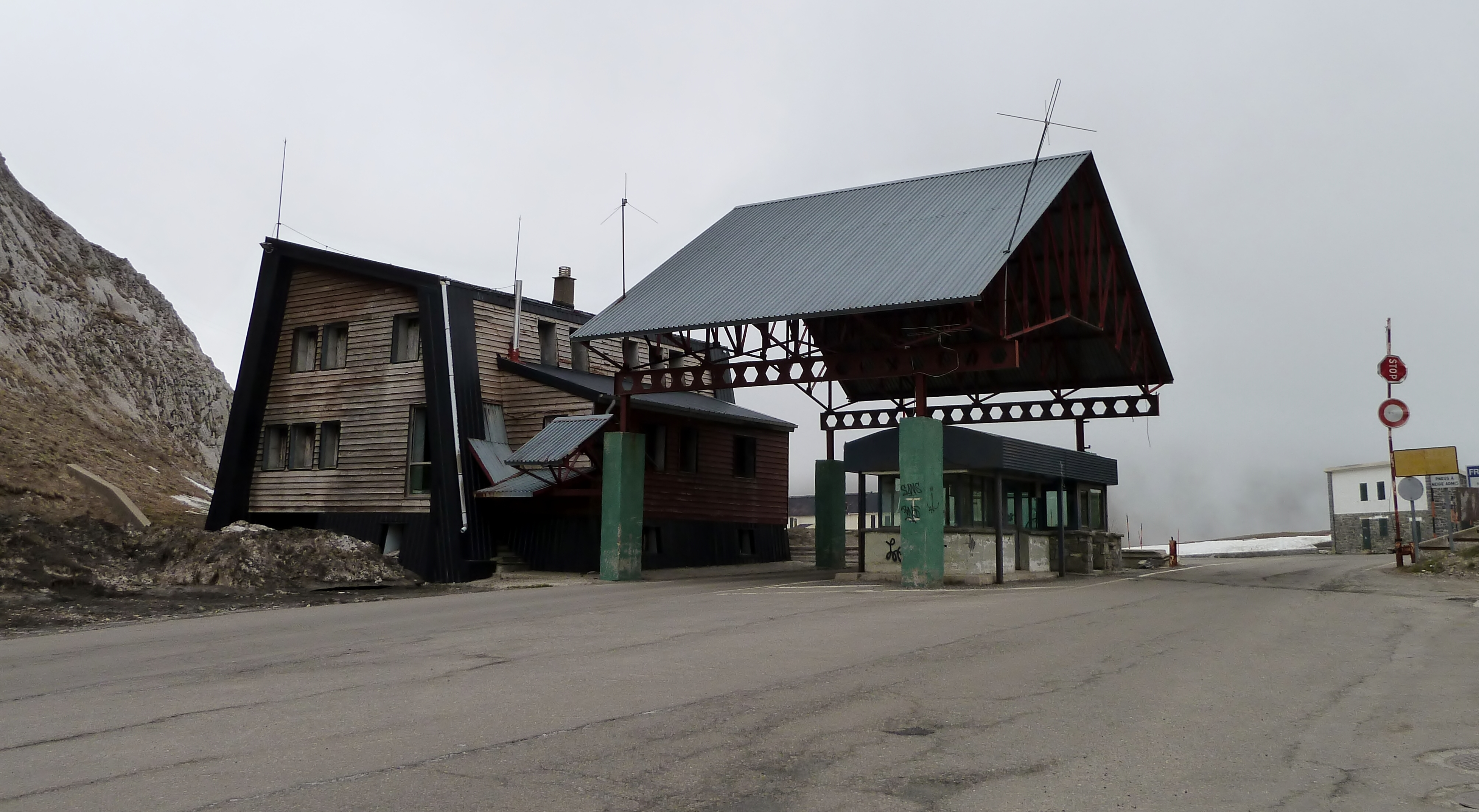
الحدود بين فرنسا وإسبانيا في بورتاليت دي أنيو

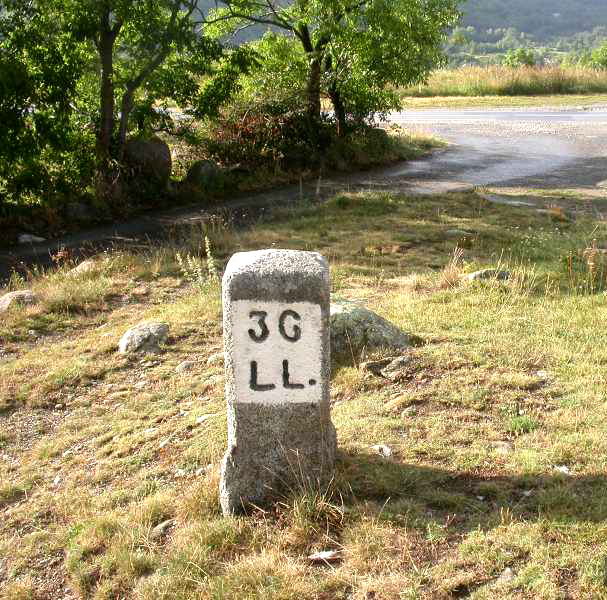
علامة تشير إلى الحدود بين فرنسا وإسبانيا، في مدينتي ييفيا (جرندة) وأنجوسترين-فيلينوف دي اسكالديس (البرانيس الشرقية)

تمتد الحدود الفرنسية الإسبانية لمسافة 656.3 كيلومتر (407.8 ميل) بين جنوب غرب فرنسا وشمال شرق إسبانيا. تبدأ من الغرب على خليج غاسكونيا في مدينة أونداي الفرنسية ومدينة إرون الإسبانية (43°22′32″N 01°47′31″W / 43.37556°N 1.79194°W). تستمر الحدود شرقا على طول جبال البرانس حتى أندورا (42°36′13″N 1°26′30″E / 42.60361°N 1.44167°E). في هذه المرحلة، يقطع البلد الصغير الحدود بين إسبانيا وفرنسا 63.7 كيلومتر (39.6 ميل) على الجانب الإسباني و56 كيلومتر (35 ميل) على الجانب الفرنسي. ثم تستمر شرقا (42°30′09″N 01°43′34″E / 42.50250°N 1.72611°E) إلى البحر الأبيض المتوسط في سيربيروس في فرنسا و بورتبو في إسبانيا (42°26′09″N 03°10′26″E / 42.43583°N 3.17389°E).
من الغرب إلى الشرق عبر الحدود:
- إسبانيا
  - غيبوثكوا (الباسك)
  - نافارا
  - وشقة (أراغون)
  - لاردة (كاتالونيا)
  - جرندة (كاتالونيا)
- فرنسا
  - البرانيس الأطلسية (أقطانية الجديدة)
  - البرانيس العليا (أوسيتاني)
  - غارون العليا (أوسيتاني)
  - أرييج (أوسيتاني)
  - البرانيس الشرقية (أوسيتاني)

### ييفيا
تمتلك إسبانيا مكتفًا في فرنسا، ييفيا، في البرانيس الشرقية.

### جزيرة الفزان
بعد مسافة قصيرة من بدء الحدود الغربية، بعد مجرى نهر بيداسوا، تتمتع جزيرة الفزان الواقعة في وسط النهر بنظام حدودي معين: للجزيرة سيادة مشتركة يتم تقاسم سيادتها بين البلدين خلال العام.

## التاريخ

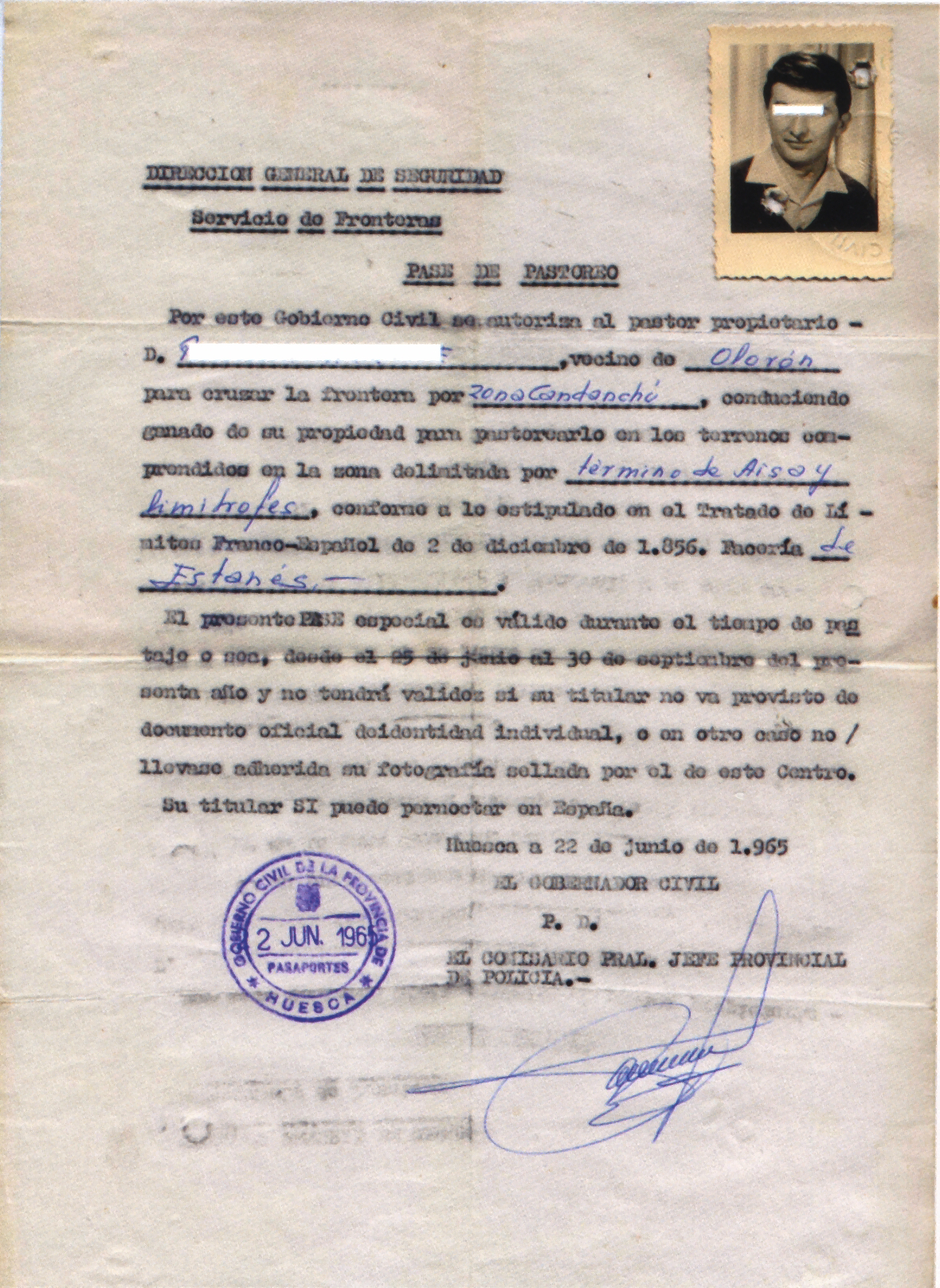
تصريح مرور حدودي للمزارعين الإسبان للوصول إلى حقولهم على الجانب الفرنسي. كما هو متفق عليه في معاهدتي بايون 1856 و 1862. النوع المعروض عام 1949، صدر عام 1965.

### خلفية
يعود التخطيط الرسمي للحدود الفرنسية الإسبانية إلى توقيع معاهدة جبال البرانس بين مملكتي إسبانيا وفرنسا في عام 1659. أعقب ذلك معاهدة ييفيا في العام التالي، والتي نقلت إلى فرنسا السيادة على عدة قرى في وادي كيرول.
في وقت لاحق، تم التوقيع على بعض الاتفاقيات في مجالات محددة هي: الاتفاق الموقع في بيربينيا في 1764، الذي أنشأ الحدود بين إمبوردا ولو بيرثوس  ومعاهدة اليزوندو عام 1785 التي رسمت الحدود في مرتفعات ألدوديس وترسيمفالكارلوس.

### معاهدات بايون
تم إجراء التعريف النهائي، الذي لا يزال ساريًا في معظمه، بالتوقيع على معاهدات بايون بين عامي 1856 و1868. خلال فترة انتداب ملكة إسبانيا إيزابيل الثانية والإمبراطور الفرنسي نابليون الثالث تم التوقيع على عدة اتفاقيات تم بموجبها إنشاء الحدود:
- معاهدة 1856، التي أنشأت الحدود بين مقاطعات غيبوثكوا ونبرة.
- معاهدة 1862، التي رسمت الحدود في مقاطعتي وشقة ولاردة.
- معاهدة 1866، التي فعلت الشيء نفسه من وادي أندورا إلى البحر الأبيض المتوسط.
- وثيقة الحدود النهائية، تم التوقيع عليها عام 1868.

### التعديلات اللاحقة
وفي وقت لاحق أبرم البلدان اتفاقيات في نفس الموضوع. في عام 1980 تم توقيع اتفاقية لتحديد الحدود داخل نفق بيلسا أراغنويه. وفي عام 1984، أثناء بناء الطريق الذي يربط وادي رونكال مع آريت، تم الاتفاق على نقل المتبادل للأرض بمساحة 2710 م2. 
في عام 1995، مع دخول اتفاقية شينجن حيز التنفيذ، تم إلغاء الضوابط الحدودية للأشخاص والبضائع، وبالتالي ضمان حرية الحركة عبر الحدود.

## العلامات

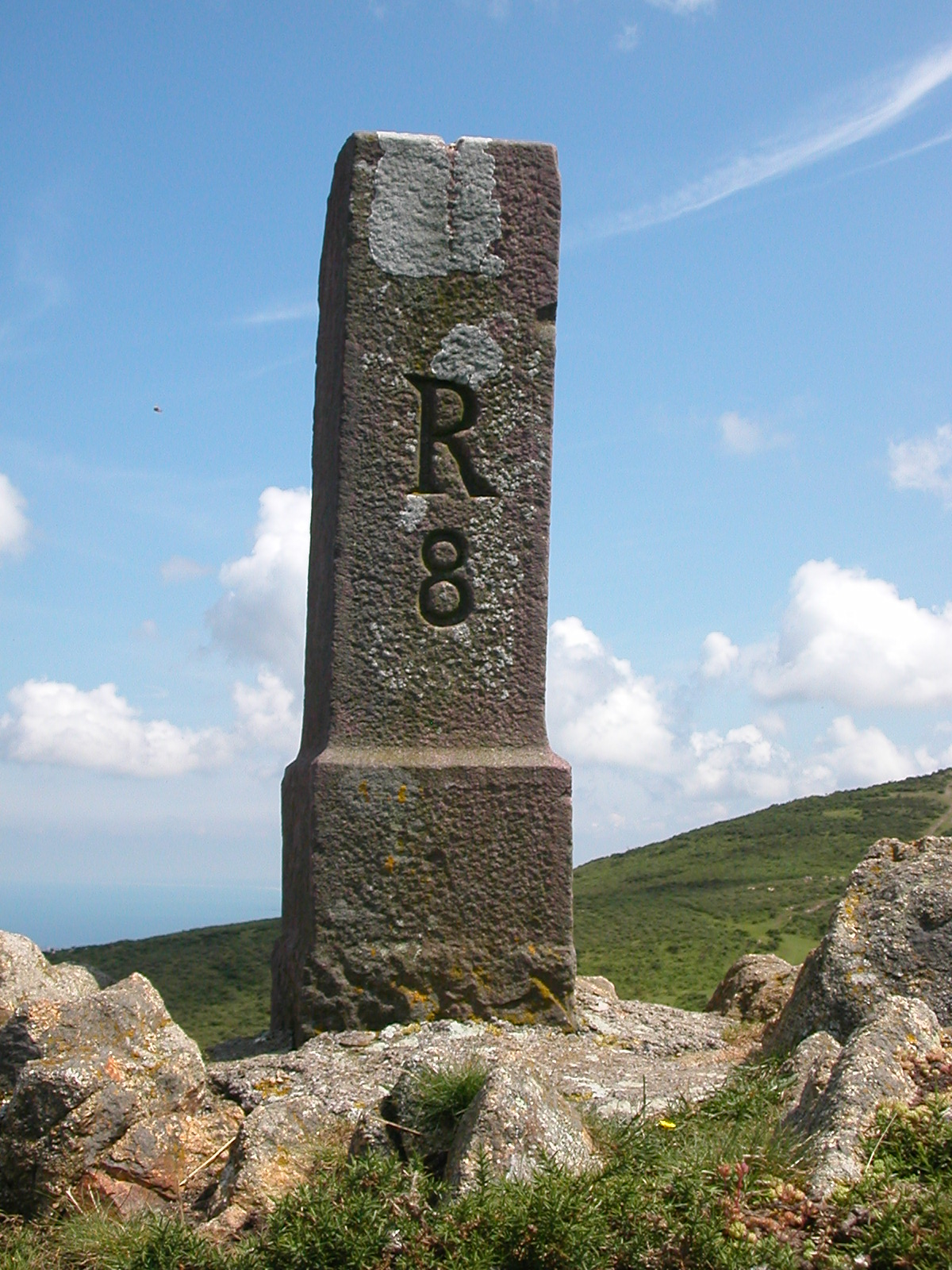
علامة حدودية بين فيرا دي بيداسوا وبيرياتو

وفقًا لأحكام معاهدات بايون، تم تحديد الحدود فعليًا على الأرض بواسطة 602 علامة حجرية توضح الحدود بين البلدين. هذه العلامات مرقمة من الغرب إلى الشرق: الأولى تقع في بيداسوا والأخيرة في كاب سيربيري، مميزة بأرقام وحروف متتالية.
45 علامة أخرى تحدد الحدود حول ييفيا؛ تم ترقيمها عكس اتجاه عقارب الساعة من الرقم 1 عند مدخل الطريق الفرنسي RD-68 في الجيب. يتم الحفاظ على هذه الإشارة عن طريق كلتا الدولتين.

## المعابر الرئيسية

علامة دخول إلى إسبانيا

علامة دخول إلى فرنسا

- إرون / أونداي
- ايباردين
- لارين
- كول دي ليزونياغا
- كول دي ليزاريتا
- إينهوا / أورداكس
- كول ديغوسكيغي
- كول ديسبجوي
- كول ديسنازو
- فالكارلوس / أرنيغي
- ميناء لاراو
- كول دي لا بيير سان مارتن
- باس دارلاس
- سومبورت
- كول دو بورتاليه
- ميناء بوشارو
- نفق بيلسا أراغنويه
- كول دو بورتيون
- بونت دو روي
- بويغثيردا / بورغ مدام
- كول ديريس
- كول دو بيرثوس
- كول دي باليستريس (بورتبو/ سيربير)